# Mooshamer Weiherbach
Der Mooshamer Weiherbach oder Ascholdinger Bach ist ein linker Zufluss des Moosbachs in Oberbayern.
Der Mooshamer Weiherbach entsteht südlich von Thanning, durchfließt zunächst einige kleinere Weiher und verläuft danach in weitgehend südwestlicher Richtung. Dabei durchfließt er das Landschaftsschutzgebiet Mooshamer Weiher beim Spatenbräufilz und den Siegertshofer Weiher. Vor Ascholding macht der Bach einen Knick nach Westen, verläuft durch die Ortschaft selbst und mündet schließlich in den Moosbach.

## Galerie

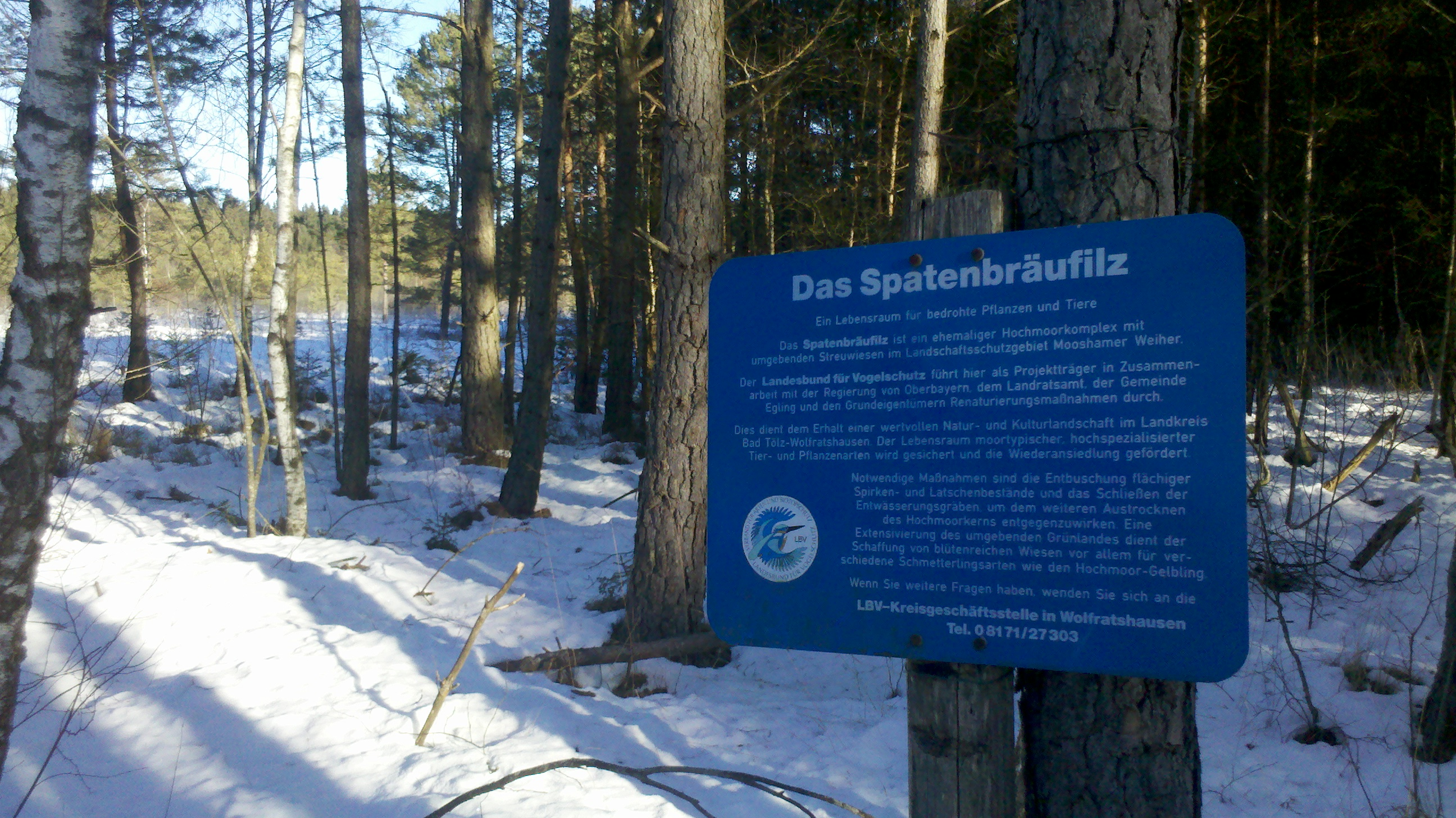
Spatenbräufilz
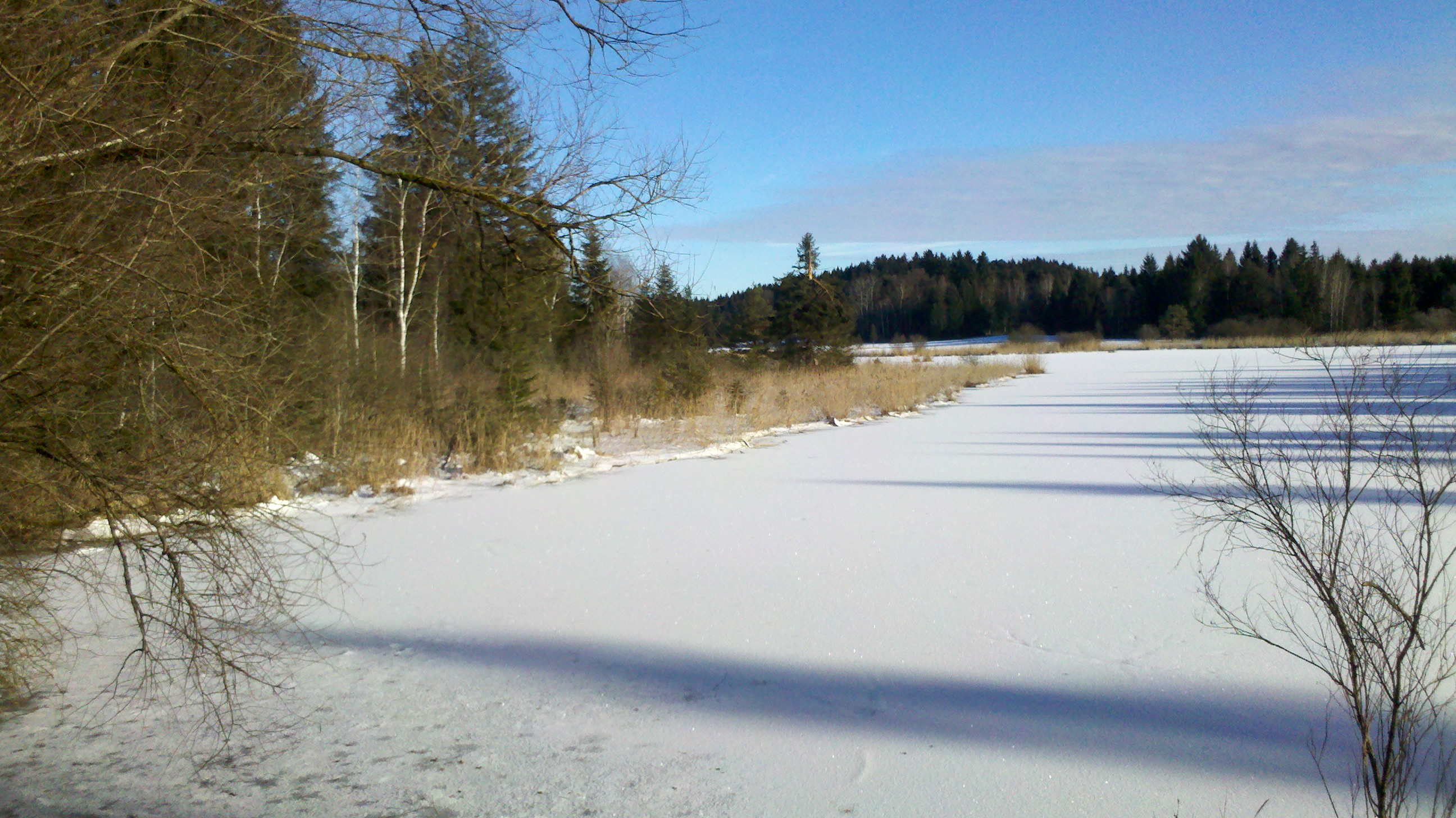
Mooshamer Weiher im Winter
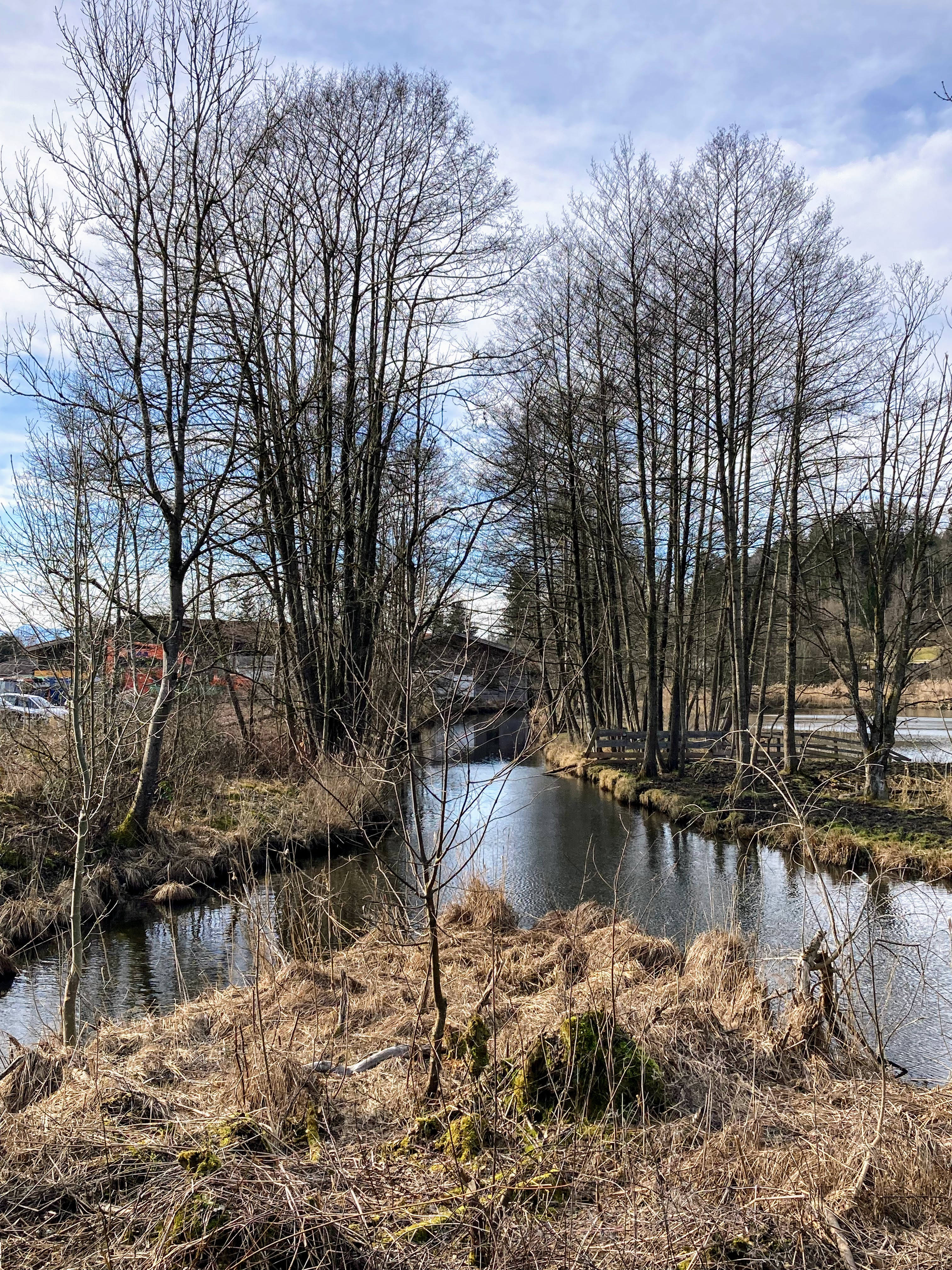
Mündung des Weiherbachs (links) in den Moosbach (rechts)